# Lois Lane (Smallville)
Lois Lane é uma personagem fictícia da série de televisão Smallville da The CW; ela foi interpretada continuamente por Erica Durance desde sua primeira aparição no início  da quarta temporada até o final da série. Durance começou como atriz convidada na quarta temporada, mas foi promovida ao status de regular da série no início da quinta temporada. A personagem de Lois Lane, criada para histórias em quadrinhos por Jerry Siegel e Joe Shuster em 1938 para ser o interesse amoroso de Clark Kent e seu alter-ego Superman, foi adaptada para a televisão em 2004 por Alfred Gough e Miles Millar—esta é a quarta vez que a personagem foi adaptada para uma série de televisão em live-action. A personagem também apareceu em quadrinhos de Smallville.
Em Smallville, Lois chega à cidade para investigar a aparente morte de sua prima Chloe Sullivan no início da quarta temporada. Depois de encontrar Chloe ainda viva, Lois é forçada a se matricular no Colégio Smallville para terminar o ensino médio. Conforme a série avança, seu interesse por jornalismo cresce, primeiro escrevendo alguns artigos para A Tocha do Colégio Smallville na quarta temporada, conseguindo um emprego no Inquisitor na sexta temporada e, finalmente, sendo contratada no Planeta Diário na sétima temporada. Ao longo das quarta, quinta, sexta e sétima temporadas, o relacionamento de Lois com Clark Kent é descrito mais como um relacionamento de irmão e irmã, com os dois personagens frequentemente batendo de frente. Na oitava temporada, Lois começa a perceber que está se apaixonando por Clark, e na nona temporada os dois se tornam um casal oficial. Durante a décima temporada, o relacionamento passa por vários marcos e no meio da temporada o casal fica noivo. A interpretação de Smallville da personagem foi projetada para incorporar traços semelhantes aos de várias principais personagens femininas do cinema.
Os criadores da série Gough e Millar sempre sonharam em trazer a personagem Lois Lane para Smallville, mas foi só no final da terceira temporada que a equipe criativa teve a história certa para trazê-la. Erica Durance foi contratada para interpretar a icônica repórter feminina dos quadrinhos. Descrito como "ferozmente independente", os críticos compararam favoravelmente esta versão de Lois Lane com as outras performances em live-action da personagem no cinema e na televisão.
Durance reprisou seu papel como Lois Lane no crossover de 2019 no Arrowverse, "Crisis on Infinite Earths".

## Papel emSmallville
Lois Lane faz sua primeira aparição na "Crusade" da quarta temporada quando ela chega a Smallville investigando a morte de sua prima Chloe Sullivan (Allison Mack). Enquanto investigando a morte de Chloe com Clark Kent (Tom Welling) em "Gone", a dupla descobre a verdade de que Chloe ainda está viva, mas sob proteção a testemunhas até o julgamento de Lionel Luthor (John Glover), o homem contra quem ela testemunhou com evidências de que ele orquestrou a morte de seus próprios pais. Lionel descobre a verdade e envia alguém para matá-la, mas Lois e Clark param o suposto assassino, permitindo que Chloe testemunhe. Antes que Lois possa deixar Smallville, seu pai (Michael Ironside) a informa que ela não conseguiu todos os seus créditos do ensino médio e que ele a matriculou no Colégio Smallville para que ela pudesse completar seu ano de décimo segundo ano. Ficando com os Kents, Lois começa a frequentar o Colégio Smallville. Em "Facade", Chloe a convence a se tornar uma repórter do Tocha em um esforço para ajudar Lois a ganhar alguns de seus créditos restantes. Com a ajuda de Lex Luthor (Michael Rosenbaum) no episódio "Devoted", Clark consegue dar a Lois seus créditos restantes antes do previsto para que ela possa estudar na Universidade de Metrópolis e desocupar seu quarto.
Em "Fanatic" da quinta temporada, Jonathan Kent (John Schneider), quem está concorrendo ao senado estadual, pede a Lois para ser sua gerente de campanha depois de testemunhá-la assumir o controle contra seu ex-gerente de campanha, a quem Jonathan despede quando publicou uma declaração que vai contra os valores de Jonathan. Em "Fragile", Lois continua suas funções sob Martha Kent (Annette O'Toole), que é solicitada pelo governador para tomar o lugar de Jonathan após ele sofrer um ataque cardíaco fatal. Em "Sneeze" da sexta temporada, Lois descobre um interesse por jornalismo depois que quase é atingida por uma porta de celeiro que cai do céu enquanto ela está correndo. Sua história é comprada pelo Inquisitor, um jornal tabloide que lhe dá um emprego como repórter. Em "Wither", ela começa um relacionamento romântico com o bilionário Oliver Queen (Justin Hartley), que, sem o seu conhecimento, se disfarça à noite como o vigilante Arqueiro Verde. O "trabalho" de Oliver como Arqueiro Verde costuma atrapalhar seu relacionamento. Em "Hydro", Lois deduz que Oliver é o Arqueiro Verde, montando um elaborado esquema para provar isso. Clark e Oliver são sábios para o plano dela, no entanto, e Clark se veste como Arqueiro Verde para tirar Lois da trilha de Oliver. Quando Oliver é forçado a deixar Metrópolis para rastrear todas as instalações experimentais de Lex, no episódio "Justice", seu relacionamento com Lois chega ao fim. Em "Prototype" da sexta temporada, Lois descobre que Lex tem feito pesquisas experimentais com soldados do exército, um dos quais era o melhor amigo dela. Como resultado, Lois decide em "Phantom" começar a pesquisar os projetos da LuthorCorp de Lex.
Em "Kara" da sétima temporada, enquanto olhando para os projetos de pesquisa de Lex, Lois descobre uma nave alienígena. Sua tentativa de criar uma notícia a partir da situação lhe rendeu um emprego no Planeta Diário—trabalhando ao lado de sua prima Chloe. Enquanto estava no Planeta Diário, Lois começa um novo relacionamento com seu editor Grant Gabriel (Michael Cassidy) no episódio "Wrath". O relacionamento deles está sob escrutínio de Chloe e Lex em "Blue", com Chloe vendo isso como um motivo para colegas de trabalho duvidarem da verdadeira habilidade de Lois como jornalista, e Lex acreditando que isso colocará em risco o segredo da verdadeira identidade de Grant. Em "Gêmeos", os dois finalmente concordam em se separar. Na estreia da oitava temporada, Lois acredita que Lex é responsável pela prisão de Chloe pelo Departamento de Segurança Doméstica, e vai para a mansão dele para procurar seus arquivos por a localização dela. Ela finalmente descobre o paradeiro de Chloe e chega, ao lado de Clark, para salvá-la. Em "Plastique", Lois coloca Clark sob sua asa—ensinando-o a ser um repórter—depois que ele aceita um estágio no Planeta Diário, sentado na mesa em frente a Lois. Seus sentimentos por Clark se tornam mais fortes conforme a temporada avança, admitindo no episódio "Committed" que ela está apaixonada por Clark, e declarando a Oliver no episódio "Bride" que ela nunca se sentiu assim por alguém antes. No mesmo episódio, ela quase se beija com Clark antes de ser interrompida pela chegada da ex-namorada de Clark, Lana Lang (Kristin Kreuk). No final da oitava temporada, Lois e Tess Mercer (Cassidy Freeman), a sucessora escolhida a dedo por Lex Luthor para a LuthorCorp, entram em uma luta física no Planeta Diário. Durante a luta, Lois pega um anel da Legião que cai da mesa de Clark e é instantaneamente transportada para outro tempo e lugar.
Na nona temporada, Lois retorna do futuro sofrendo de visões da Terra sendo invadida por alienígenas, liderados por Zod (Callum Blue). Nesta temporada, Lois e Clark começam oficialmente um relacionamento romântico, enquanto Lois também começa a ajudar "O Borrão" em seus esforços heróicos. A confiança de Lois em Clark é abalada quando ela pensa que Clark está com ciúmes de seu relacionamento com "O Borrão", e que ele não entende sua necessidade de encontrar valor no trabalho de sua própria vida. Finalmente, Lois deduz a verdadeira identidade de Clark como "O Borrão" no final da nona temporada. O relacionamento de Lois e Clark atinge seu ápice na décima e última temporada. Clark finalmente confessa seu segredo para ela em "Isis" e eles começam seu relacionamento novamente sem segredos. Ele propôs casamento em "Icarus". No episódio "Beacon", com a ajuda de Chloe, Lois reúne fãs fiéis do "Borrão" e revoga o Ato de Resgistração dos Vigilantes, ajudando Clark e a Liga da Justiça a preservar suas identidades secretas. Em "Masquerade" e "Booster", Lois convence Clark a desenvolver um alter ego como forma de esconder sua verdadeira identidade como o heróico "Borrão". No episódio "Prophecy", Lois recebe os poderes de Clark por um dia, como um presente de casamento de seu pai biológico Jor-El, e percebe que a devoção que eles têm um pelo outro é a maior fraqueza de Clark, e cancela o casamento. No final da série, Clark convence Lois de que ela estar em sua vida o torna mais forte, mas a cerimônia é interrompida pela invasão repentina de Darkseid na Terra. Lois convence os militares dos EUA a não bombardear o planeta natal de Darkseid, Apokolips, permitindo a Clark finalmente abraçar seu destino e derrotar o próprio Darkseid.  A série termina saltando anos no futuro, onde Lois e Clark finalmente se casarão, e Clark abraçou sua nova identidade como "Superman".

## Interpretação
O co-criador da série Alfred Gough afirma que sempre foi intenção do produtores trazer a icônica Lois Lane, eles só precisavam de um bom motivo para isso—a suposta morte de Chloe no final da terceira temporada parecia ser esse motivo. Gough explica que, enquanto escalando uma atriz para o papel, eles buscaram inspiração em Margot Kidder—Lois Lane na série de filmes clássica Superman. Eles queriam uma atriz que fosse "bonita", "inteligente" e que viesse com algum "humor". Dezenas de atrizes fizeram o teste para o papel de Lois Lane, mas foi só quando uma fita de Erica Durance apareceu que todos sentiram que haviam encontrado a Lois certa. Como o produtor executivo Greg Beeman descreve Durance: "Ela foi durona e atraente e direta". Outra vantagem, de acordo com Beeman, foi a química entre Durance e Tom Welling. Durance apareceu no set naquela primeira tarde e os dois se deram bem, tornando-se amigos e desenvolvendo um relacionamento de irmão e irmã no set.
O atraso de sua escalação forçou Durance a começar a filmar apenas três dias depois de ser contratada, sem tempo para se preparar para o papel. Sob o contrato inicial, Durance deveria interpretar a personagem apenas por um total de quatro episódios, mas, após uma discussão com Peter Roth sobre como eles planejavam usar a personagem na série—insistindo que ela e Clark não teriam um relacionamento romântico—a divisão de filmes da Warner Bros. então liberou a personagem para mais episódios. Depois que a personagem foi liberada para mais episódios, a equipe criativa decidiu colocá-la na casa dos Kent para que ela pudesse ser um aborrecimento constante para Clark. Para separar a aparência física de Lana e Lois uma da outra, os produtores adicionaram mechas ao cabelo de Durance, já que ela e Kristin Kreuk compartilhavam uma coloração morena semelhante.

## Desenvolvimento da personagem

### História
O roteirista da série Brian Peterson discute como a equipe de roteiristas escolheu desenvolver a personagem: "No piloto de Smallville, Al e Miles estabeleceram Lex e Clark como melhores amigos, o que é, para mim, um dos melhores aspectos da série. Então, quando você estiver apresentando o futuro interesse amoroso dele, por que não apresentá-la, não como uma inimiga, mas como aquela que está constantemente batendo de frente com ele, onde eles não vão gostar um do outro no início? Eu acho que porque escolhemos uma visão tão diferente sobre ela, não foi tão intimidante. Ela pode se tornar a pessoa que todos verão na tela mais tarde." Para a sexta temporada, os roteiristas escolheram  começar Lois no caminho do jornalismo investigativo, apenas nesta versão da personagem ela começa a trabalhar para um jornal tablóide. A escritora Kelly Souders sente que se os começos nos tablóides foram bons o suficiente para Perry White—um personagem adicional estabelecido em "Perry" da terceira temporada—então eles são bons o suficiente para Lois Lane. Isso adiciona profundidade a personagem, mostrando como ela lutou antes de se tornar "a repórter que todos nós conhecemos e amamos". Conforme Lois se aproxima de seu destino maior no Planeta Diário, os roteiristas continuam a evoluir a personagem fazendo com que ela saia da mentalidade "preto e branco" e comece a ver tons de cinza. Os roteiristas queriam que o personagem percebesse que às vezes há um meio-termo que deve ser seguido. Na oitava temporada, Durance vê Clark pegando um emprego no Planeta Diário como uma chance para sua personagem "se intensificar e ser mais envolvida". Nesse caso, Lois está agindo de forma mais madura, assumindo o comando de ser a mentora de Clark durante a transição para seu novo emprego. Durance descreve a oitava temporada como uma lição de dualidade, com Clark percebendo que ele tem que ser duas pessoas diferentes se quiser ter uma vida e salvar o dia; Durance acredita que o mesmo se aplica a Lois. Como explica Durance, "[Lois] tem sua confiança como jornalista e por dentro, ela está pensando, meu Deus, estou realmente apaixonada por [Clark], mais apaixonada do que jamais estive por qualquer pessoa."

### Características
Ao desenvolver as características de sua versão de Lois Lane, os roteiristas se inspiraram em outras protagonistas do cinema, por exemplo, a personagem de Karen Allen, Marion Ravenwood, de Raiders of the Lost Ark. Todd Slavkin descreve a personagem como tendo uma "experiência sofisticada e mundana", e foi considerado mais adulta do que o resto do elenco. Durance acredita que ela incorpora muitas das características que a equipe criativa queria mostrar em sua versão de Lois, especificamente o fato de que Lois tem muita "energia nervosa" ao tentar "se encontrar", a mesma energia nervosa que Durance traz para o papel. A atriz também se relaciona com a natureza independente e atrevida de Lois, mas, inversamente, ela não é tão extrovertida quanto Lois. Gough descreve a personagem como vindo da escola de batidas duras; ela é esperta e uma mulher muito capaz. Durance acredita que sua personagem é "ferozmente independente", mas ao mesmo tempo ela não tem medo de admitir que tem falhas, e ela é apenas humana; Lois também não lamenta ter essas falhas. Ela entra em mais detalhes, identificando a personagem como mais uma moleca vulnerável, com Gough acrescentando que ela também é "um pouco neurótica". John Kubicek do BuddyTV a caracteriza como uma mulher de fala rápida, que, embora choramingue sobre aborrecimentos mesquinhos, pode cuidar de si mesma. Ele continua a descrever como ela não tem medo de se meter em encrencas só para sair dela.

### Relacionamentos
Um dos relacionamentos chave de Lois é com Clark, que é seu marido nos quadrinhos. Para Smallville, o relacionamento dos personagens está em constante desenvolvimento. Darren Swimmer descreve a relação entre Lois e Clark na quinta temporada como "um pouco de derretimento do gelo". Os dois personagens continuam a "bater de frente", mas o público pode ver onde há uma atração crescente e que um estaria ao lado do outro em um momento de necessidade. De acordo com Erica Durance, na quinta temporada ainda não está claro se algum dos personagens percebe a atração, mas a brincadeira entre os dois representa um prenúncio de um relacionamento maior. Durance acredita que por causa das paredes auto-impostas de Lois, mesmo que ela pensasse em Clark em uma noção romântica por apenas um instante, ela imediatamente faria disso uma piada porque ela ainda não estava pronta para esse tipo de proximidade. A atriz vê a quinta temporada como sendo muito cedo para os personagens ficarem "apaixonados" porque eles ainda estão se conhecendo. O roteirista Brian Peterson descreve o relacionamento de Lois com Oliver Queen na sexta temporada como um precursor de seu futuro relacionamento com Clark. No ponto de vista de Peterson, é a dinâmica entre ela e Oliver, com sua disposição de aceitar a identidade secreta de Oliver como Arqueiro Verde como um reflexo do relacionamento que ela terá com Clark. No que diz respeito à sexta temporada, a relação entre Lois e Clark ainda é indefinida para o público. Como Durance descreve, nenhum dos personagens está disposto a colocar um rótulo oficial no relacionamento deles. O par aprendeu a lidar com as "peculiaridades" um do outro, mas ainda há momentos em que ambos se sentem desconfortáveis. Em vez disso, na sexta temporada, Durance acredita que Clark e Lois estão satisfeitos em se identificar com o rótulo de "amizade de irmão e irmã", em vez de tentar descobrir como os dois realmente se sentem um pelo outro.

## Recepção
Erica Durance foi indicada a duas indicações ao Saturn Award na categoria Melhor Atriz Coadjuvante por sua atuação como Lois Lane. A primeira veio em 2005, após sua primeira temporada com a série, e novamente no ano seguinte. Antes do final da sétima temporada de Smallville, Daniel Phillips do IGN comparou as atrizes que interpretaram a personagem de Lois Lane nas últimas três décadas. Contra a versão mais reconhecível de Lois Lane, Margot Kidder, a encarnação do filme de 2006 interpretada por Kate Bosworth e a versão anterior de live-action televisivo interpretada por Teri Hatcher, Erica Durance foi a melhor classificada. Embora Phillips reconheça que Kidder é a melhor representação da personalidade de Lois, ele afirma que Durance é a melhor personificação geral do personagem. Além de sua beleza, Phillips afirma, "Durance torna Lois inteligente, capaz, engraçada e perigosamente curiosa – exatamente o tipo de mulher por quem Clark Kent se apaixonaria." Mike Moody, do TV Squad, apontou Lois como um dos cinco motivos para assistir à oitava temporada de Smallville. Moody acredita que Lois de Durance é "uma das melhores versões da personagem" porque Durance a interpreta como "durona, inteligente, sexy e maliciosa", o que a torna muito melhor do que Lois Lane de Kate Bosworth em Superman Returns. John Kubicek do BuddyTV compara a atuação da atriz—sua "apresentação estilizada de falas"—ao de atrizes da era da comédia maluca dos anos 1940.

## Aparições em outras mídias

### Histórias em quadrinhos
Em 2012, a série Smallville continuou por meio de quadrinhos, com Smallville Season Eleven. Escrita por Bryan Q. Miller, que também escreveu para a série de televisão, a história de Lois continua enquanto ela vive sua vida com Clark, que agora se tornou conhecido no mundo como "Superman". Seu envolvimento com Clark também permite que ela conheça o vigilante Batman de Gotham City, e posteriormente descubrir sua identidade secreta e fazer amizade com a parceira de Batman, Asa Noturna (Barbara Gordon). Ela também se juntou à princesa amazona Diana Prince, e o agente da DEO Steve Trevor foi um dos ex-namorados de Lois.
Quando Lois aceita uma missão na África para investigar relatos misteriosos em torno de um vigilante, ela é pega em um ataque terrorista após sua chegada, mas é salva por Lana, que revela ser a super-heroína que Lois investiga. Depois de se encontrarem, Lois descobre que Lana tem usado suas habilidades para proteger crianças de pessoas que as explorariam. No entanto, Lois tenta esconder de Lana o fato de que ela Clark agora estão juntos. Lois e Lana também são alvos dos inimigos da última, que enviam John Corben para derrotar Lana. Lois ajuda a impotente Lana a derrotar Corben, e Lana revela que sabe sobre seu relacionamento com Clark quando viu o anel de noivado antes de Lois escondê-lo. Lois recebe a bênção de Lana. Depois que o filho de Oliver e Chloe, Jonathan, nasceu, eles nomearam Lois e Clark como os padrinhos da criança.

### Arrowverse
Em setembro de 2019, foi anunciado que Durance iria reprisar seu papel como Lois Lane no evento crossover do Arrowverse, "Crisis on Infinite Earths". Durante o crossover, ela aparece depois que o Lex Luthor da Terra-38 (Jon Cryer) recua após fracassar em matar Clark. Ela acha que Clark está brincando quando conta a ela sobre a iminente destruição do Multiverso. Lois e Clark agora são casados e moram na fazenda Kent com filhas pequenas, e Clark desistiu de seus poderes por sua família. Comentando sobre a participação de Lois e Clark, Durance disse: "É uma pequena olhada no futuro deles e nas diferentes escolhas que fizeram para ficarem juntos. É um momento de círculo completo que é muito bom."